# 3 octobre dans les chemins de fer
3 septembre 3 novembre
Chronologies thématiques
- Croisades
- Sports
- Disney

Cette page concerne les événements qui se sont déroulés un 3 octobre dans les chemins de fer.

## Événements

### XIXesiècle
- 1839. Italie : inauguration de la ligne Naples-Portici, 7 km, construite par le Français Armand Bayard, première ligne ferroviaire d'Italie (Royaume des Deux-Siciles).
- 1862. Norvège : inauguration de la ligne de Kongsvinger qui relie Lillestrøm à Charlottenberg à la frontière suédoise.

### XXesiècle
- x

### XXIesiècle
- 2005. Inde : Le "Bundelkhand Express", reliant Varanasi à Gwalior, déraille en tuant 16 personnes. L'accident serait dû à un excès de vitesse.

## Naissances
- x

## Décès
- x